# Батир-Мумін
Батир-Мумін (д/н — 895) — 6-й ельтебер (володар) волзьких болгар у 882—895 роках.

## Життєпис
Походив з династії Дуло. Старший син ельтебера Шилкі. Відомості про його панування обмаль. Вважається, що в цей час тривав процес ісламізації знаті. Також внаслідок послаблення Хозарського каганату через поразки у війнах з Київською державою і печенігами протягом 883—889 років. Але вже до кінця свого панування зазнав поразки від бек-мелеха Нісі, знову визнавши владу хозар.
Йому спадкував молодший брат Алмиш.